# Manda (keresztnév)
A Manda női név a Magdaléna szláv alakjából illetve az Amanda becenevéből önállósult.

## Rokon nevek
Amanda, Mendi, Magdaléna

## Gyakorisága
Az újszülötteknek adott nevek körében az 1990-es években szórványosan fordult elő. A 2000-es és a 2010-es években sem szerepelt a 100 leggyakrabban adott női név között.
A teljes népességre vonatkozóan a Manda sem a 2000-es, sem a 2010-es években nem szerepelt a 100 leggyakrabban viselt női név között.

## Névnapok
február 6., július 22., október 26.